# (4461) Sayama
(4461) Sayama est un astéroïde de la ceinture principale.

## Description
(4461) Sayama est un astéroïde de la ceinture principale. Il fut découvert le 5 mars 1990 à Dynic par Atsushi Sugie. Il présente une orbite caractérisée par un demi-grand axe de 2,85 UA, une excentricité de 0,13 et une inclinaison de 16,0° par rapport à l'écliptique.

## Compléments